# Fessler Mühle

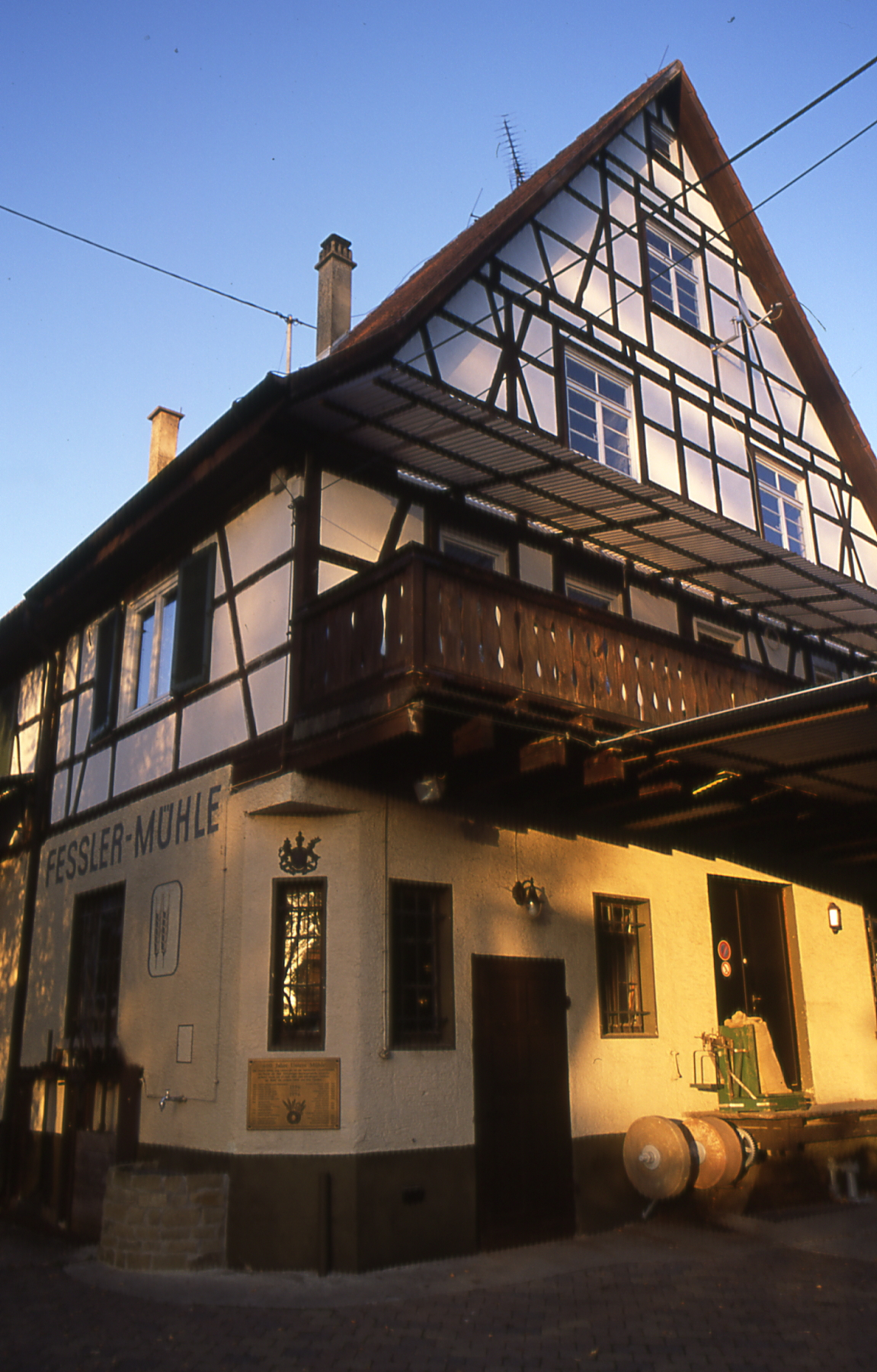
Gebäude der Fessler Mühle

Die Fessler Mühle ist eine Mühle an der Metter in Sersheim im Landkreis Ludwigsburg. Sie gehört zu den ältesten Mühlen in Baden-Württemberg und dient heute sowohl als Getreidemühle, als Museum und auch als Kultur- und Kleinkunstbühne.

## Geschichte
Urkundlich wurde die Getreidemühle erstmals 1396 erwähnt, als der Untere Müller zu einer Frühmess-Stiftung für die Sersheimer Kirche beitrug. Die Bezeichnung als Untere Mühle rührt von der Unterscheidung zu einer weiteren, nämlich der ebenfalls bereits im 14. Jahrhundert in Sersheim bezeugten Oberen Mühle her. Die Obere Mühle lag stromaufwärts an der Metter und hatte daher die günstigeren Wasserverhältnisse, weswegen die Untere Mühle in alten Urkunden auch Durstmühle genannt wurde. Beide Sersheimer Mühlen waren württembergische Lehen. Zur Unteren Mühle zählten 1561/62 neben dem Mühlengebäude mit einem Mahlgang auch eine Hofreite, eine Scheune und ein Garten. Die Müller von oberer und unterer Mühle bewirtschafteten außerdem gemeinsam drei Morgen Gartenfläche. 1578 werden zwei Mahlgänge in der Unteren Mühle genannt.
Im späten 17. Jahrhundert verwüsteten und plünderten französische Truppen im Pfälzischen Erbfolgekrieg auch die Gegend um Sersheim. Der als „Mordbrenner“ bekannte französische General Mélac schlug sein Quartier 1692 in der Unteren Mühle in Sersheim auf, die dabei teilweise verwüstet und ausgeplündert wurde.
Im Hungerwinter 1693/94 starben der Müller Christian Schmidt und seine Familie. Der Müller Adam Messerlin baute von 1701 bis 1705 die Mühle wieder auf. Ihm zu Ehren findet noch heute jährlich der Messerlin-Mehrkampf in Sersheim statt. Die Mühle ging in den folgenden Jahren in den Besitz des jeweiligen Müllers über. Trotz mehrmaliger Konkurse wurde sie ständig weiter ausgebaut. 1793 wird die Mühle als Mahlmühle mit einem Gerb- und zwei Mahlgängen beschrieben. Nach der Oberamtsbeschreibung des Oberamts Vaihingen von 1856 besaß die Mühle neben den zwei Mahlgängen und dem Gerbgang inzwischen auch eine Gipsmühle sowie eine Haferreibe.
1876 erwarben der Enzberger Müller Johann Caspar Block und seine Braut, die Enzberger Müllerswitwe Christine Fessler geb. Engel, die Mühle von Jakob Agster. Die Brautleute kamen aus dem benachbarten Oberamt Maulbronn. Dort besaß die Familie die ehemalige Klostermühle des Klosters Maulbronn in Hohenklingen. Ihr Vorfahre Jakob Fessler kam Ende des Dreißigjährigen Krieges aus Backenreute bei Bregenz nach Enzberg und heiratete dort in die angesehene und wohlhabende Familie Holzwarth ein. Die Fessler Mühle in Hohenklingen wurde gleichzeitig mit der Sersheimer Mühle von Wilhelm Fessler, Sohn aus der ersten Ehe der Christine Block, weiter betrieben.
Zu Beginn des 20. Jahrhunderts wurde die Mühle mit elektrischem Strom versorgt. 1905 wurden die beiden Wasserräder durch eine Francis-Turbine ersetzt, um die Wasserkraft der Metter effektiver zu nutzen.
Wilhelm Fessler übernahm die Mühle 1930 von seinem gleichnamigen Vater. Wilhelm Fessler war ein Gegner der Nationalsozialisten. Die Mühle wurde 1943 geschlossen. Als Wilhelm Fessler bei der Schließung seiner Mühle und der Beschlagnahmung seiner Fahrzeuge sich einem Hauptmann entgegenstellte, drohte dieser ihm mit sofortiger Erschießung. Seine beiden Söhne Gerhard und Wilhelm wurden an die Front eingezogen. Dokumente im Museum der Mühle erinnern an diese Ereignisse. Nach Kriegsende konnte Wilhelm Fessler die Mühle wieder in Betrieb nehmen, baute eine zweite Turbine ein und leitete das Wasser des Aischbachs, eines kleinen Nebenflusses der Metter, über einen Mühlkanal vor der Mühle in die Metter ein, um so eine höhere Effektivität zu erreichen.
1964 übernahm Gerhard Fessler die Mühle von seinem Vater und am 1. Juli 1983 ging die Mühle an den jetzigen Betreiber Wolfgang Fessler und seine Frau Gerlinde über. Wolfgang Fessler renovierte die ursprüngliche Mühleneinrichtung und entschloss sich, die historischen Teile zu erhalten. 1984 baute er eine Getreidereinigungsanlage in die bestehende historische Mühle ein, ohne dass die Mühle dabei ihren traditionellen Charakter verlor. Wolfgang Fessler errichtete in den 1980er Jahren ein Mühlen- und Heimatmuseum und bot Künstlern aus Baden-Württemberg mit der Kultur- und Kleinkunstbühne der Fessler Mühle, dem „Beutelkasten“, eine Plattform. Im Jahr 2013 wurde eine spezielle Whisky- und Gindestillerie (Fesslermill1396 Destillerie) in das Unternehmen integriert.
Bekannt geworden ist die Sersheimer Fessler Mühle durch Fernsehsendungen, in denen die Mühle an der Metter als historisch-traditionelle Besonderheit mit modernem Betrieb vorgestellt wurde. Gerlinde Fessler wurde für ihr Engagement im Handwerk für Kinder- und Jugendarbeit und im Ehrenamt zur bundesweiten Meister- und Unternehmerfrau 2002 ausgezeichnet.

## Bauliche Anlagen
Das Fachwerkhaus der Mühle aus dem Jahre 1705 gilt als „Schmuckstück“ in der Region. Darüber hinaus ist in der Fessler Mühle auch ein Schrotgang aus dem Jahre 1870 erhalten. Zur Mühle gehört ein historisches Backhaus mit Holzbackofen und eine Siloanlage zur Erfassung des Getreides. Das Wehr der Fessler Mühle an der Metter stammt aus den 1930er Jahren. Neu in den letzten Jahren hinzugekommen ist ein Mühlenladen, ein Museum, eine Kleinkunstbühne, eine Seminarküche, eine Bäckerei und ein Rehabilitations- und Fitnesszentrum.
Bei der Mühle handelt es sich um eine Rückschüttmühle, von denen in Deutschland nur noch wenige arbeiten. Das Mühlen- und Heimatmuseumn beherbergt u. a. fünf nennenswerte Sammlungen: Eine Sammlung mit über 600 historischen Jute-Säcken, aus der Zeit von 1800 bis Mitte des 20. Jahrhunderts, in denen früher das Getreide und Mehl angeliefert wurde. Eine aus ganz Deutschland zusammengetragene Sammlung von bis zu 750 Kilogramm schweren Mahl- und Schrotsteinen aus den Jahren 1700 bis zum Ende der Mahlstein-Ära Mitte des 20. Jahrhunderts. Eine Sammlung alter Mahl- und Schrotgänge aus baden-württembergischen Mühlen, die ihren Betrieb aufgaben, aus der Zeit von 1880 bis 1930. Eine Sammlung mit über 400 verschiedenen Waffeleisen und Spätzlespressen aus verschiedenen Epochen. Eine historische Besonderheit stellt die Sammlung von handbemalten Müllerzunftkrügen aus der Zeit von 1850 bis Mitte des 20. Jahrhunderts dar.
Die Turbine aus dem Jahr 1905 wurde restauriert und dient heute noch zum Antrieb der Mahlwerke. Sie liefert auch Energie für die Destillerie sowie die mühleneigene Bäckerei, in der Brote nach traditionellen Rezepten hergestellt werden.

## Auszeichnungen
Nachweise: siehe
- 2017 Lifetime Award für Gerlinde und Wolfgang Fessler
- 2015 Wurde Wolfgang Fessler zum Ehrensenator der Deutschen Hochschule für Prävention und Gesundheitsmanagement ernannt.
- 2014 Landesehrennadel  Baden-Württemberg für Wolfgang Fessler
- 2012 Umweltschutzpreis des Landkreises Ludwigsburg
- 2011 Europäischer Wirtschaftspreis Goldjupiter
- 2010 Ehrenplakette des Großen Preis des Mittelstandes
- 2008 Großer Preis des Mittelstandes[3]
- 2006 Ehrenurkunde der IHK Stuttgart
- 2003 Erzeugerpreis der Region Stuttgart
- 2001 VR InnovationsPreis
- 2000 Dienstleister des Jahres (Wirtschaftsministerium)
- 1995 Silberne Preismünze (Landwirtschaftsministerium)
- 1890 Verdienstmedaille für Verdienste in der Landwirtschaft (Königreich Württemberg)
- 1471 Familienwappen verliehen von Kaiser Friedrich III zu Augsburg